# Värendsvallen
Värendsvallen – wielofunkcyjny stadion w Växjö, w Szwecji. Został otwarty w 1966 roku. Może pomieścić 10 000 widzów.
Stadion został otwarty w 1966 roku. Obiekt stanął w pobliżu starego stadionu Värendsvallen (tzw. „Gamla Värendsvallen”). Przez lata głównym użytkownikiem areny byli piłkarze klubu Östers IF. Zespół ten w czasie użytkowania Värendsvallen czterokrotnie zdobył tytuł Mistrza Szwecji (w latach 1968, 1978, 1980 i 1981). 22 maja 1969 roku na stadionie spotkanie w ramach Mistrzostw Nordyckich rozegrała piłkarska reprezentacja Szwecji, pokonując Finlandię 4:0. W 2012 roku drużyna Östers IF przeniosła się na wybudowany nieopodal (w miejscu dawnego „Gamla Värendsvallen”) nowy, typowo piłkarski stadion. Värendsvallen służy odtąd głównie lekkoatletom, wykorzystują go m.in. sportowcy klubu IFK Växjö.